# Membres de l'Ordre du Canada, par ordre alphabétique O
 (février 2015).
Si vous disposez d'ouvrages ou d'articles de référence ou si vous connaissez des sites web de qualité traitant du thème abordé ici, merci de compléter l'article en donnant les références utiles à sa vérifiabilité et en les liant à la section « Notes et références ».
| Nom                        | Ville                        | Province                | Grade     | Année | Occupation |
| Mary Catherine O'Flaherty  | Ottawa                       | Ontario                 | Membre    | 1980  |            |
| Patrick O'Flaherty (en)    | Saint-Jean de Terre-Neuve    | Terre-Neuve-et-Labrador | Membre    | 2006  |            |
| Florence M. O'Neill        | Ottawa                       | Ontario                 | Membre    | 1974  |            |
| John Stafford O'Neill      | St. Albert                   | Alberta                 | Membre    | 2001  |            |
| Paul O'Neill (en)          | Saint-Jean                   | Terre-Neuve-et-Labrador | Membre    | 1990  |            |
| Willie O'Ree               | Fredericton                  | Nouveau-Brunswick       | Membre    | 2008  |            |
| Alfred Umberto Oakie       | Ancaster                     | Ontario                 | Membre    | 1995  |            |
| Roger S. Obata             | Scarborough                  | Ontario                 | Membre    | 1990  |            |
| Cornelia Hahn Oberlander   | Vancouver                    | Colombie-Britannique    | Membre    | 1990  |            |
| H. Peter Oberlander        | Vancouver                    | Colombie-Britannique    | Officier  | 1994  |            |
| Alanis Obomsawin           | Montréal                     | Québec                  | Compagne  | 2019  |            |
| Claire Oddera              | Montréal                     | Québec                  | Membre    | 2003  |            |
| Emmie Oddie                | Régina                       | Saskatchewan            | Membre    | 1984  |            |
| Edmond G. Odette           | Toronto                      | Ontario                 | Membre    | 2000  |            |
| Louis Lawrence Odette      | Toronto                      | Ontario                 | Membre    | 1997  |            |
| Daphne Odjig               | Penticton                    | Colombie-Britannique    | Membre    | 1986  |            |
| David Robert Dan Offord    | Hamilton                     | Ontario                 | Membre    | 2000  |            |
| Kelvin K. Ogilvie          | Wolfville                    | Nouvelle-Écosse         | Membre    | 1991  |            |
| Will Ogilvie               | Toronto                      | Ontario                 | Membre    | 1979  |            |
| Robert J. Ogle             | Ottawa                       | Ontario                 | Officier  | 1989  |            |
| Abe Okpik                  | Iqaluit                      | Nunavut                 | Membre    | 1976  |            |
| Bruce S. Oland             | Halifax                      | Nouvelle-Écosse         | Membre    | 2005  |            |
| Philip W. Oland            | Rothesay                     | Nouveau-Brunswick       | Officier  | 1970  |            |
| Richard Henry Oland        | Saint-Jean                   | Nouveau-Brunswick       | Officier  | 1997  |            |
| Victor de B. Oland         | Halifax                      | Nouvelle-Écosse         | Officier  | 1980  |            |
| John M. Olds               | Twillingate                  | Terre-Neuve-et-Labrador | Officier  | 1969  |            |
| Huguette Oligny            | Montréal                     | Québec                  | Compagnon | 1984  |            |
| Betty Oliphant             | St. Catharines               | Ontario                 | Compagnon | 1972  |            |
| Michael Kelway Oliver      | Montréal                     | Québec                  | Officier  | 2001  |            |
| William P. Oliver          | Lower Sackville              | Nouvelle-Écosse         | Membre    | 1984  |            |
| Michael Ondaatje           | Toronto                      | Ontario                 | Officier  | 1988  |            |
| Toni Onley                 | Vancouver                    | Colombie-Britannique    | Officier  | 1998  |            |
| Jessie Oonark              | Rankin Inlet                 | Nunavut                 | Officier  | 1984  |            |
| Elisapie Killiktee Ootova  | Pond Inlet                   | Nunavut                 | Membre    | 2002  |            |
| Eloise E. Opheim           | Saskatoon                    | Saskatchewan            | Membre    | 1990  |            |
| Margaret Anchoretta Ormsby | Vernon                       | Colombie-Britannique    | Membre    | 1995  |            |
| Marion A. Powell Orr       | Peterborough                 | Ontario                 | Membre    | 1993  |            |
| Robert G. Orr              | Toronto                      | Ontario                 | Officier  | 1979  |            |
| Brian Orser                | Ottawa                       | Ontario                 | Officier  | 1985  |            |
| Earl Herbert Orser         | London                       | Ontario                 | Membre    | 1997  |            |
| Philip Orsino              | Mississauga                  | Ontario                 | Officier  | 2003  |            |
| Brian N. Orvis             | Winnipeg                     | Manitoba                | Membre    | 1976  |            |
| Gordon F. Osbaldeston      | London                       | Ontario                 | Compagnon | 1981  |            |
| Robert F. Osborne          | Vancouver                    | Colombie-Britannique    | Membre    | 1981  |            |
| Dennis G. Osmond           | Ottawa                       | Ontario                 | Membre    | 2006  |            |
| Walter Ostanek             | St. Catharines               | Ontario                 | Membre    | 1999  |            |
| Emily Ostapchuk            | St. Catharines               | Ontario                 | Membre    | 1976  |            |
| Roman J. Ostashewsky       | Edmonton                     | Alberta                 | Membre    | 1979  |            |
| Al Oster                   | Salmon Arm                   | Colombie-Britannique    | Membre    | 1999  |            |
| Heather E. Ostertag        | Toronto                      | Ontario                 | Membre    | 2003  |            |
| Jean P.W. Ostiguy          | Mont-Royal                   | Québec                  | Officier  | 1978  |            |
| Walter Ostrom              | Indian Harbour               | Nouvelle-Écosse         | Membre    | 2006  |            |
| Bernard Ostry              | Toronto                      | Ontario                 | Compagnon | 1988  |            |
| Sylvia Ostry               | Toronto                      | Ontario                 | Compagnon | 1978  |            |
| Léonard Otis               | Saint-Damase                 | Québec                  | Membre    | 1984  |            |
| Anne Ottenbrite            | Kitchener                    | Ontario                 | Membre    | 1984  |            |
| Fernand Ouellet            | Toronto                      | Ontario                 | Officier  | 1978  |            |
| Adrien Ouellette           | Saint-Joseph-de-Beauce       | Québec                  | Membre    | 1972  |            |
| J.-Alphonse Ouimet         | Pointe-Claire                | Québec                  | Compagnon | 1968  |            |
| J.-Robert Ouimet           | Ville d'Anjou                | Québec                  | Membre    | 1998  |            |
| Leonard C. Outerbridge     | Saint-Jean                   | Terre-Neuve-et-Labrador | Compagnon | 1967  |            |
| Pierre Ouvrard             | Saint-Paul-de-l'Île-aux-Noix | Québec                  | Membre    | 1983  |            |
| Charles D. Ovans           | North Vancouver              | Colombie-Britannique    | Membre    | 1976  |            |
| Walter S. Owen             | Vancouver                    | Colombie-Britannique    | Officier  | 1978  |            |
| Sandra Ellen Oxner         | Halifax                      | Nouvelle-Écosse         | Officier  | 2000  |            |
| Harry Oxorn                | Aylmer                       | Québec                  | Membre    | 2003  |            |
| Kenneth Lawrence Ozmon     | Hammonds Plains              | Nouvelle-Écosse         | Officier  | 1998  |            |